# Georges Piron de la Varenne
Georges Piron de La Varenne, né le 6 janvier 1888 à Laeken et mort le 15 octobre 1943 à Cologne, est un résistant belge.

## Biographie
Président des volontaires de guerre Belges en France de 1914-1918
Résistant dès 1940, il crée avec  Henri d'Astier de la Vigerie la chaine Franco-Belge (réseau de renseignement militaire dont est issu le réseau Orion 1940-1944, intégré en mai 1941 au réseau Saint-Jacques du BCRA),,.
Arrêté à Paris le 9 octobre 1941, il est déporté le 29 avril 1942 à Düsseldorf sous protocole « Nacht und Nebel ». Il est condamné à mort pour espionnage au service de l'Angleterre, et décapité à la prison de Kingelputz (Cologne) le 15 octobre 1943,,.